# Aegidius
Aegidius (? – 464 hoặc 465) là một lãnh chúa Gaul thuộc La Mã ở miền bắc xứ Gaul. Ông đã được thăng chức magister militum ở Gaul dưới thời Aëtius khoảng năm 450. Là một người ủng hộ nhiệt thành của Majorianus, Aegidius đã nổi dậy khi hay tin Ricimer phế truất Majorianus, về sau tham gia vào nhiều chiến dịch chống lại tộc người Visigoth và tạo thành một quốc gia tàn dư của La Mã được biết đến dưới tên gọi Lãnh địa Soissons. Sau khi giành thắng lợi quan trọng trước quân Visigoth thì ông đột ngột qua đời, và được con là Syagrius lên kế thừa.
Ralph Mathisen đã chỉ ra tên gọi người con trai của Aegidius là Syagrius "cho rằng ông ta ắt hẳn có liên quan đến dòng Syagrii thành Lyon, một trong những thế gia vọng tộc lâu đời nhất xứ Gaul. Aegidius, trên thực tế được đưa ra với tư cách là cháu của Flavius Afranius Syagrius, quan chấp chính năm 382. Một nhánh Syagrii mà Mathisen đã liệt kê với mối liên hệ đến xứ Gaul là chắt của Afranius, người đã có một điền sản tại Taionnacus gần Lyon, và một dòng Syagria thành Lyon giàu có được Magnus Felix Ennodius mô tả như là thesaurus ecclesiae.

## Sự nghiệp

### Đại diện chính thức tại Gaul
Theo nhà sử học Priscus, Aegidius và Majorianus đều là sĩ quan trung úy của Aëtius và từng tham gia chiến dịch cùng nhau ở miền bắc xứ Gaul. Sau vụ sát hại Aëtius, Aegidius đã đảm nhận vai trò cố vấn của mình nhằm giữ vững, duy trì trật tự giữa foederati và La Mã ở Gaul, nhưng "trong lúc Aëtius tìm mọi cách giữ cho bằng được thế cân bằng trong cộng đồng Gaul với sự giúp đỡ của những chiến binh rợ Hung từ bên ngoài, Aegidius thì thu hút sự ủng hộ của ông chủ yếu là từ phía người Frank Salii dưới thời vua Childeric, cha của Clovis.
Một câu chuyện huyền thoại nổi tiếng được sử gia Gregory thành Tours và Fredegar kể lại rằng Childeric đã trốn sang sống lưu vong với dân Thuringii, ông sắp xếp cho người hầu cận trung thành Wiomad tới gửi cho Aegidius một lời nhắn khi trở về. Wiomad sau đó đã khiêu khích người Frank đứng lên chống lại nhà lãnh đạo mới của họ là Aegidius, trong khi cùng lúc lừa gạt hoàng đế Mauricius trao tặng Childeric một kho báu lớn lao đối với việc ông trở về bên cạnh thần dân của mình. Điều này cho thấy, ở mức tối thiểu có một số người Frank đã chuẩn bị chiến đấu dưới trướng một nhà lãnh đạo La Mã.
Từ khi hoàng đế Tây La Mã Avitus bị Ricimer phế truất và sát hại, Majorianus trở thành vị hoàng đế mới. Một trong những hành động đầu tiên của ông là phải thay thế comes Agrippinus với Aegidius, về sau đã cáo buộc người tiền nhiệm của mình mắc tội kiểu như phản bội. Bị tố cáo, Agrippinus được gửi đến Roma chịu cảnh xét xử và kết án tử hình, nhưng tìm mọi cách thoát ra khỏi nhà tù, rồi đón nhận sự ân xá từ Hoàng đế, trở về Gaul "được tán dương với niềm vinh dự."
Kế đến Majorianus do quá khiếp sợ lực lượng của người Visigoth của miền nam Gaul và láng giềng người Bourgogne của họ. Aegidius ra sức hỗ trợ nỗ lực này, tiến quân xuống Rhone, quân đội của ông còn thiêu hủy và cướp bóc dọc đường đi, và quân La Mã chẳng mấy chốc đã chiếm được Lyon vào năm 458, rồi vào năm sau đã để cho người Goth dồn quân vây chặt ông ở Arles. "Người Goth cứ nghĩ rằng họ dự tính thực hiện nghi lễ liên hiệp thông thường bên ngoài các bức tường thành của thủ đô xứ Gaul" Wolfram viết, "nhưng họ đã bị thức giấc một cách đột ngột bởi những đợt tấn công của Majorianus và Aegidius 'Frank'."

### Nhà cai trị gần như độc lập
Thế nhưng, mối quan hệ giữa Ricimer và Majorianus ngày càng trở nên xấu đi; khi chiến dịch của Majorianus ở Hispania chống lại người Vandal đã tỏ rõ sự thất bại thì Ricimer mới phế bỏ ông vào năm 461, sát hại một Hoàng đế khác rồi thay thế bằng Libius Severus. Aegidius đã từ chối công nhận vị hoàng đế bù nhìn mới của Ricimer, bị hai giống rợ Visigoth và Bourgogne tách rời khỏi Ricimer và Severus ở miền bắc xứ Gaul, Aegidius vẫn an toàn trước bất cứ phản ứng trực tiếp nào mà họ có thể gây ra. Ricimer đã chấp nhận việc ủng hộ kẻ thù của Aegidius là Agrippinus, mà đương thời cho là kẻ phản bội Narbonne tới chỗ người Visigoth để đổi lấy sự giúp đỡ của họ. Aegidius đã sớm bị lôi kéo vào một cuộc chiến tranh với người Visigoth. Hugh Elton đã cho rằng vị Hoàng đế bù nhìn của Ricimer là Severus đã hối lộ người Visigoth để họ tiến hành cuộc chiến chống lại Aegidius.
Aegidius đáp trả lại bằng cách tấn công Orleans với sự giúp đỡ của Childeric, và anh trai của vua Theoderic là Frideric đã tử trận nơi sa trường. Tuy vậy, Aegidius lại không nhấn mạnh đến chiến thắng của mình. Elton đoán rằng sự chú tâm của Aegidius đã bị phân tán bởi "cuộc xung đột ngày càng tăng với các nhóm Frank khác trên tuyến biên giới phía đông bắc hoặc thiếu nguồn lực." Hilton chú thích rằng Aegidius có những đối thủ khác ngoài người Visgoth mà ông cần phải đối đầu: đó là người Saxon sống trong thung lũng Loire, người Breton dưới trướng Riothamus từng đánh nhau với người Visigoth, "đôi lúc hợp tác với triều đình La Mã ở Ý", và các phe phái La Mã khác dưới sự lãnh đạo của comites Paulus và Arbogast. Vùng ranh giới 'vương quốc' của mình tức là Lãnh địa Soissons không còn được biết đến một cách chính xác nữa. "Mặc dù thường được mô tả như là một quốc gia La Mã độc lập ở miền bắc xứ Gaul, 'vương quốc' của Aegidius và Syagrius có lẽ không lớn hơn nhiều so với cuộc hành trình một ngày đường của quân đội họ."
Hydatius đã ghi lại rằng Aegidius có gửi sứ giả sang chỗ người Vandal qua bờ Đại Tây Dương vào tháng 5 năm 464; cùng năm đó Hydatius cũng ghi chép về cái chết của Aegidius do bị đầu độc hoặc phục kích. Steven Muhlberger giải thích là Hydatius biết được lần đầu tiên khi đoàn tàu sứ giả ghé qua Gallaecia, và lần thứ hai qua những tin đồn lan đến tận vùng xa xôi hẻo lánh ở Hispania của ông. Gregory thành Tours ngụ ý rằng ông chết vì bệnh dịch hạch.

## Mối liên hệ đến nước Anh?
Gildas còn giữ lại một đoạn trong bản kiến nghị mà người Briton—mất đi sự bảo vệ của quân đội La Mã sau năm 410—viết cho một "viên chỉ huy La Mã Agitus, ba lần giữ chức quan chấp chính". Mặc dù "hầu như tất cả các sử gia nước Anh thời kỳ Tăm tối kể từ sau Bede" đều nghĩ là Agitus chính là Patricianus Aëtius, các học giả gần đây như Leslie Alcock và Mollie Miller đã gợi ý rằng nhân vật Agitus này rất có thể là Aegidius. Tuy nhiên nhà ngữ văn học Kenneth Hurlstone Jackson lại lưu ý rằng "chẳng có khó khăn nào về mặt ngữ nghĩa đối với Agitius = Aetius", khiến cho Thomas D. O'Sullivan phải từ bỏ sự nhận định thay thế này.